# MHC Weesp
Mixed Hockeyclub Weesp is een hockeyclub uit Weesp.
De hockeyclub werd opgericht in 1959 en speelt op Sportpark Vechtoever. Voorheen werd er gespeeld op Sportpark Papelaan van FC Weesp. In het seizoen 2019/2020 komt het eerste herenteam uit in de Tweede klasse hockey en het damesteam in de Tweede klasse van de KNHB.